# ستيفاني جيمس
ستيفاني جيمس (بالإنجليزية: Stephanie James)‏ هي ممثلة بريطانية، ولدت في 17 أغسطس 1985.

## وصلات خارجية
- ستيفاني جيمس على موقع IMDb (الإنجليزية)